# Tsukushi (1880)
Pour les articles homonymes, voir Tsukushi.
Le Tsukushi est l'un des premiers croiseurs non protégés, servant dans la toute jeune marine impériale japonaise. Son nom est un nom traditionnel de l'île de Kyūshū. Ses navires-jumeaux Chaoyong (en) et Yangwei (en) ont été acquis par la flotte chinoise de Beiyang.

## Conception
Le Tsukushi a été présentée par son concepteur, l'architecte naval britannique Sir George Wightwick Rendel (en), aux chantiers navals Armstrong de Newcastle upon Tyne en Angleterre, comme un exemple de croiseur à faible coût capable de résister à de plus grands navires de guerre cuirassés. En théorie, le navire s'appuierait sur sa petite taille et sa vitesse plus élevée, ainsi que sur une batterie principale à vitesse initiale plus élevée pour attaquer des ennemis plus gros et plus encombrants – principe qui est très similaire aux principes de la Jeune École, tels que promus par l'architecte naval français Émile Bertin. Cependant, l'Amirauté britannique était très sceptique quant à l'idée et s'inquiétait de la navigabilité de la conception en mer du Nord et n'a commandé aucun navire de cette conception pour la Royal Navy. Armstrong s'est plutôt tourné vers des clients étrangers ; cependant, les progrès technologiques rapides dans la conception des navires et l'artillerie navale (avec l'avènement des canons à tir rapide de gros calibre) ont rendu obsolète en quelques années cette conception avec son blindage faible et ses petits canons.
Le Tsukushi a été entièrement construit en acier avec des cloisons étanches, une seule cheminée et des mâts jumeaux, qui peuvent également être utilisés pour les voiles. La proue est renforcée pour l'éperonnage. La propulsion est assurée par une machine à vapeur alternative à double expansion avec quatre chaudières cylindriques entraînant des vis jumelées. Le navire dispose d'un certain nombre d'innovations techniques, notamment un système de direction hydraulique et des luminaires électriques à incandescence. L'armement principal du navire est constitué de deux canons Armstrong de 10 pouces à chargement par la culasse, un à la proue et un à la poupe, montés dans des boucliers de canon fixes. Le temps de chargement et de tir est de deux minutes et demie. Le navire dispose également de quatre canons de 5,1 pouces (deux de chaque côté), de deux canons longs de 57 mm et d'un canon Gatling, ainsi que de deux tubes lance-torpilles.

## Histoire
Le Tsukushi est construit sous le nom d'Arturo Prat le 10 février 1879 pour la marine chilienne et lancé le 11 août 1880. La guerre chilienne-péruvienne prend fin alors que le navire est en cours de construction et le Chili annule alors la commande. La marine impériale japonaise reprend le contrat pour le navire semi-achevé en l'incorporant dans son programme d'extension navale de 1882. Le Tsukushi arrive au Japon après sa croisière d'essai depuis l'Angleterre le 16 juin 1883. Le 19 septembre 1883, il passe à Hong Kong.
En décembre 1893, il fait partie de l'amirauté de Kure. Le Tsukushi participe aux combats de la première guerre sino-japonaise principalement  pour patrouiller entre la Corée, Dairen et Weihaiwei comme réserve de la flotte occidentale. Il est désigné comme navire amiral des escadrons de canonnières utilisés pour soutenir les troupes terrestres et, à ce titre, conduit les canonnières Banjō (en), Maya (en) et Chōkai (en) jusqu'à la rivière Taedong en Corée en septembre 1894 pour fournir un soutien à la bataille de Pyongyang. Après la guerre, le Tsukushi est désigné canonnière de première classe. Le Tsukushi participe ensuite à la bataille de Weihaiwei. Lors de cette bataille, il figure dans la 4e division et parvient à détruire un canon couvert dans l'île de Jih au prix d'un tué et sept blessés dans ses rangs.
Le navire est réarmé en 1898, avec son canon Armstrong remplacé par quatre canons à tir rapide de 120 mm (4,7 pouces), et son armement plus léger remplacé par un canon de 76 mm, deux canons de 27 mm et deux mitrailleuses. Pendant la rébellion des Boxers de 1900, le Tsukushi est stationné à Amoy et à Shanghai pour protéger les civils et les intérêts japonais dans les concessions japonaises.
Pendant la guerre russo-japonaise, le Tsukushi sert de navire de garde patrouillant dans le détroit de Tsushima entre la Corée et Kyūshū, et de navire d'escorte couvrant le transport des troupes japonaises vers la péninsule coréenne. Le navire est présent lors de la bataille de Tsushima. Par la suite, le Tsukushi est affecté au district naval de Kure et sert comme navire stationnaire au port de Kobe.
Après la guerre, le Tsukushi est brièvement utilisé comme navire-école de torpilles et est rayé de la liste de la marine le 25 mai 1906. Il est démoli en 1910.